# Франц Захер
Франц За́хер (нім. Franz Sacher; 19 грудня 1816, Відень — 11 березня 1907, Баден, Нижня Австрія) — австрійський кондитер, який вважається винахідником однойменного торта.
У 1832 році міністр закордонних справ Меттерніх наказав своєму кухареві створити для нього і його високопоставлених гостей незвичайний десерт. Однак шеф-кухар був хворий, тому завдання довелося виконувати 16-річному Францові Захеру, який навчався кондитерської майстерності на придворній кухні. Хоча торт сподобався гостям, його залишили без належної уваги на довгі роки.
Після закінчення навчання Захер працював кухарем у інших аристократів у Пресбурзі і Будапешті. В 1848 році Захер повернувся до Відня, де відкрив власну крамницю вина й делікатесів.
Старший син Захера Едуард здобув освіту в авторитетній Віденській цукерні «Демель» і згодом вніс деякі зміни до рецепту торта. Торт «Захер» спочатку продавався в цукерні «Демель», а з 1876 року і в заснованому Едуардом готелі «Захер». Відтоді торт є одним з найпопулярніших десертів віденської кулінарії.